# Meilleures joueuses des 20 ans de la WNBA

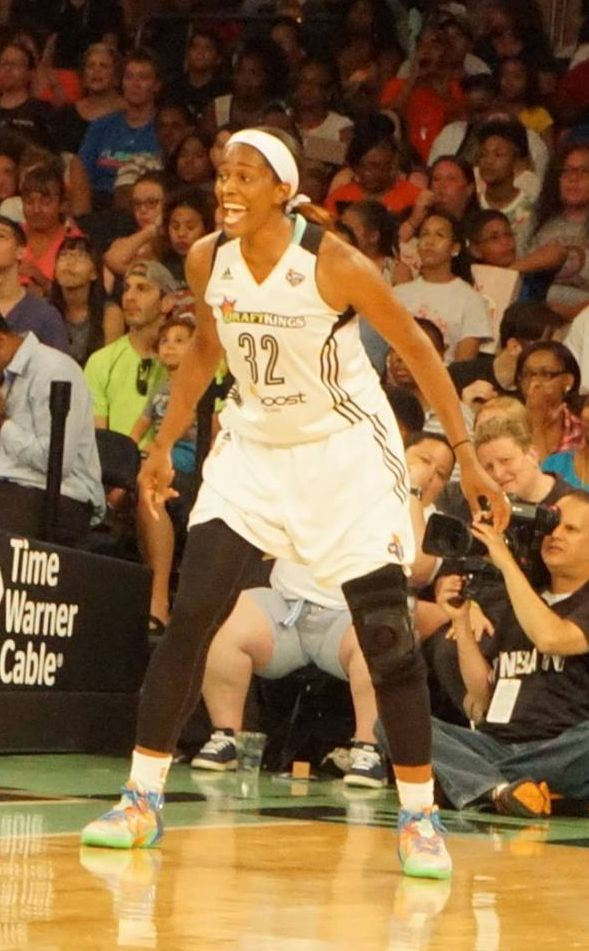
Swin Cash, deux fois MVP du All-Star Game.

La sélection des Meilleures joueuses des 20ans de la WNBA dite aussi Top 20 est une sélection annoncée le 21 juin 2016 au cours de la 20e saison de la ligue de basket-ball féminin au sein d’une liste de 60 joueuses Le 21 juin 1997, vingt ans plus tôt, se tenait la rencontre inaugurale de la WNBA qui opposait le Liberty de New York aux Sparks de Los Angeles.

## Comité de sélection
Le comité de sélection comporte 15 membres : Carol Blazejowski et Ann Meyers Drysdale (pionniers du basket-ball féminin et membres du Naismith Memorial Basketball Hall of Fame and Women’s Basketball Hall of fame); Michael Cooper et Cheryl Reeve (entraîneurs WNBA en activité); Van Chancellor and Anne Donovan (membres du Naismith HOF and WBHOF, anciens entraîneurs WNBA); les journalistes Doug Feinberg (Associated Press), Mel Greenberg (womhoops.blogspot.com; aussi membre du WBHOF), Howard Megdal (rédacteur en chef Excelle Sports); Doris Burke, LaChina Robinson, and Pam Ward (commentateurs ESPN); Mechelle Voepel et Michelle Smith (journalistes espnW.com ); et Melanie Jackson (rédacteur en chef espnW.com).

## Sélection Top 20
- Note: seul le palmarès des 20 premières saisons est pertinent dans ce classement.

| Joueuse             | Poste | Franchise | Université                       | Médailles olympiques      | Titres WNBA            | Distinctions                                                                                          | All-Star Games                                |
| ------------------- | ----- | --- | -------------------------------- | ------------------------- | ---------------------- | --- | --------------------------------------------- |
| Seimone Augustus    | 3     | Lynx du Minnesota (2006-) | Lady Tigers de LSU               | 2008 · 2012               | 2011, 2013, 2015       | Rookie (2006) MVP des Finales (2011)                                                                  | 2006-2007, 2011, 2013-2015                    |
| Sue Bird            | 1     | Storm de Seattle (2002–) | Huskies du Connecticut           | 2004 · 2008 · 2012        | 2004, 2010             | Perrot (2011)                                                                                         | 2002, 2003, 2005-2007, 2009, 2011, 2014, 2015 |
| Swin Cash           | 4     | Shock de Détroit (2002-2007) Storm de Seattle (2008-2011) Sky de Chicago (2012-2013) Dream d'Atlanta (2014) Liberty de New York (2014-2016)     | Huskies du Connecticut           | 2004 · 2012               | 2003, 2006, 2010       | Perrot (2013) ASG MVP (2009, 2011)                                                                    | 2003, 2005, 2009, 2011                        |
| Tamika Catchings    | 3     | Fever de l'Indiana (2002–) | Lady Volunteers du Tennessee     | 2004 · 2008 · 2012        | 2012                   | Rookie (2002) DA (2005, 2006, 2009, 2010, 2012) Perrot (2010, 2013) MVP des Finales (2012) MVP (2011) | 2002, 2003, 2005-2007, 2009, 2011, 2013-2015  |
| Cynthia Cooper      | 2     | Comets de Houston (1997–2000, 2003) | Trojans d'USC                    | 1988 · 1992               | 1997, 1998, 1999, 2000 | MVP (1997, 1998) MVP des Finales (1997, 1998, 1999, 2000)                                             | 1999, 2000, 2003                              |
| Yolanda Griffith    | 5     | Monarchs de Sacramento (1997–2007) Storm de Seattle (2008) Fever de l'Indiana (2009)                                                            | Owls de Florida Atlantic         | 2000 · 2004               | 2005                   | MVP (1999) MVP des Finales (2005) DA (1999) ASG MVP (2004)                                            | 1999–2001, 2003, 2005-2007                    |
| Becky Hammon        | 2     | Liberty de New York (1999–2006) Silver Stars de San Antonio (2007–2014)                                                                         | Rams de Colorado State           | 2008 · ()                 | -                      | Perrot (2014)                                                                                         | 2003, 2005-2007, 2009, 2011                   |
| Lauren Jackson      | 5     | Storm de Seattle (2001–2012) | -                                | 2000 · 2004 · 2008        | 2004, 2010             | MVP (2003, 2007, 2010) MVP des Finales (2010)                                                         | 2001–2003, 2005–2007, 2009, 2011              |
| Lisa Leslie         | 5     | Sparks de Los Angeles (1997–2009) | Trojans d'USC                    | 1996 · 2000 · 2004 · 2008 | 2001, 2002             | MVP (2001, 2004, 2006) MVP des Finales (2001, 2002) ASG MVP (1999, 2001, 2002)                        | 1999–2003, 2005, 2006, 2009                   |
| Maya Moore          | 3     | Lynx du Minnesota (2011-) | Huskies du Connecticut           | 2012                      | 2011, 2013, 2015       | Rookie (2011) MVP des Finales (2013) MVP (2014) ASG MVP (2015)                                        | 2011, 2013–2015                               |
| Deanna Nolan        | 3     | Shock de Détroit (2001-2009) | Lady Bulldogs de la Géorgie      | -                         | 2003, 2006, 2008       | MVP des Finales (2006)                                                                                | 2002, 2003, 2005-2007                         |
| Candace Parker      | 3     | Sparks de Los Angeles (2008-) | Lady Volunteers du Tennessee     | 2008 · 2012               | -                      | Rookie (2008) MVP (2008, 2013) ASG MVP (2013                                                          | 2011, 2013, 2014                              |
| Ticha Penicheiro    | 1     | Monarchs de Sacramento (1998–2009) Sparks de Los Angeles (2010–2011) Sky de Chicago (2012)                                                      | Lady Monarchs d'Old Dominion     | -                         | 2005                   | - | 1999–2002                                     |
| Cappie Pondexter    | 2     | Mercury de Phoenix (2006–2009) Liberty de New York (2010–2014) Sky de Chicago (2015-)                                                           | Scarlet Knights de Rutgers       | 2008                      | 2007, 2009             | MVP des Finales (2007)                                                                                | 2006, 2007, 2009, 2011, 2013, 2014, 2015      |
| Katie Smith         | 3     | Lynx du Minnesota (1999–2005) Shock de Détroit (2006–2009) Mystics de Washington (2010) Storm de Seattle (2011–2012) Liberty de New York (2013) | Buckeyes d'Ohio State            | 2000 · 2004 · 2008        | 2006, 2008             | MVP des Finales (2008)                                                                                | 2000–2003, 2005, 2006, 2009                   |
| Sheryl Swoopes      | 3     | Comets de Houston (1997–2007) Storm de Seattle (2008) Shock de Tulsa (2011)                                                                     | Lady Raiders de Texas Tech       | 1996 · 2000 · 2004        | 1997, 1998, 1999, 2000 | MVP (2000, 2002, 2005) DA (2000, 2002, 2005) ASG MVP (2005)                                           | 1999, 2000, 2002, 2003, 2005, 2006            |
| Diana Taurasi       | 2     | Mercury de Phoenix (2004–2014, 2016-) | Huskies du Connecticut           | 2008 · 2012               | 2007, 2009, 2014       | MVP (2009) MVP des Finales (2009,2014) Rookie (2004)                                                  | 2005–2007, 2009, 2011, 2013, 2014             |
| Tina Thompson       | 3     | Comets de Houston (1997–2008) Sparks de Los Angeles (2009–2012) Storm de Seattle (2013)                                                         | Trojans d'USC                    | 2004 · 2008               | 1997, 1998, 1999, 2000 | ASG MVP (2000)                                                                                        | 1999–2003, 2006, 2007, 2009, 2013             |
| Teresa Weatherspoon | 1     | Liberty de New York (1997–2003) Sparks de Los Angeles (2004)                                                                                    | Lady Techsters de Louisiana Tech | 1992 · 1996               | -                      | DA (1997, 1998)                                                                                       | 1999–2003                                     |
| Lindsay Whalen      | 1     | Sun du Connecticut (2004-2009) Lynx du Minnesota (2010-)                                                                                        | Golden Gophers du Minnesota      | 2012                      | 2011, 2013, 2015       | - | 2006, 2011, 2013–2015                         |

- En rose : les nouveaux sélectionnés après le choix des 15 ans
- Le WNBA All-Star Game s'est déroulé annuellement depuis 1999 sauf en 2008 et 2012. En 2004, il prend la forme d'une rencontre opposant une sélection WNBA issue des deux conférences opposée à une sélection américaine préparant soit les Jeux olympiques (2004), soit les championnats du monde (2010). Cet article liste les participations avec l'équipe nationale comme des participations au All-Star Game. Cette liste inclut les joueuses blessées mais néanmoins désignées pour le All-Star Game.
- DA : Défenseure de l'Année
- ASG MVP = MVP du All-Star Game
- Perrot : Trophée Kim Perrot de la sportivité

## Les 60 finalistes
- Janeth Arcain
- Seimone Augustus
- Sue Bird
- Alana Beard
- Ruthie Bolton
- DeWanna Bonner
- Rebekkah Brunson
- Swin Cash
- Tamika Catchings
- Tina Charles
- Cynthia Cooper
- Érika de Souza
- Elena Delle Donne
- Skylar Diggins
- Tamecka Dixon
- Katie Douglas
- Candice Dupree
- Małgorzata Dydek
- Cheryl Ford
- Sylvia Fowles
- Yolanda Griffith
- Brittney Griner
- Jennifer Gillom
- Becky Hammon
- Chamique Holdsclaw
- Lauren Jackson
- Shannon Johnson
- Vickie Johnson
- Crystal Langhorne
- Kara Lawson
- Betty Lennox
- Lisa Leslie
- Mwadi Mabika
- Angel McCoughtry
- Taj McWilliams-Franklin
- DeLisha Milton-Jones
- Maya Moore
- Deanna Nolan
- Nneka Ogwumike
- Wendy Palmer-Daniel
- Candace Parker
- Ticha Penicheiro
- Plenette Pierson
- Cappie Pondexter
- Nicole Powell
- Ruth Riley
- Danielle Robinson
- Nykesha Sales
- Katie Smith
- Tangela Smith
- Dawn Staley
- Sheryl Swoopes
- Diana Taurasi
- Penny Taylor
- Nikki Teasley
- Tina Thompson
- Teresa Weatherspoon
- Natalie Williams
- Lindsay Whalen
- Sophia Young-Malcolm

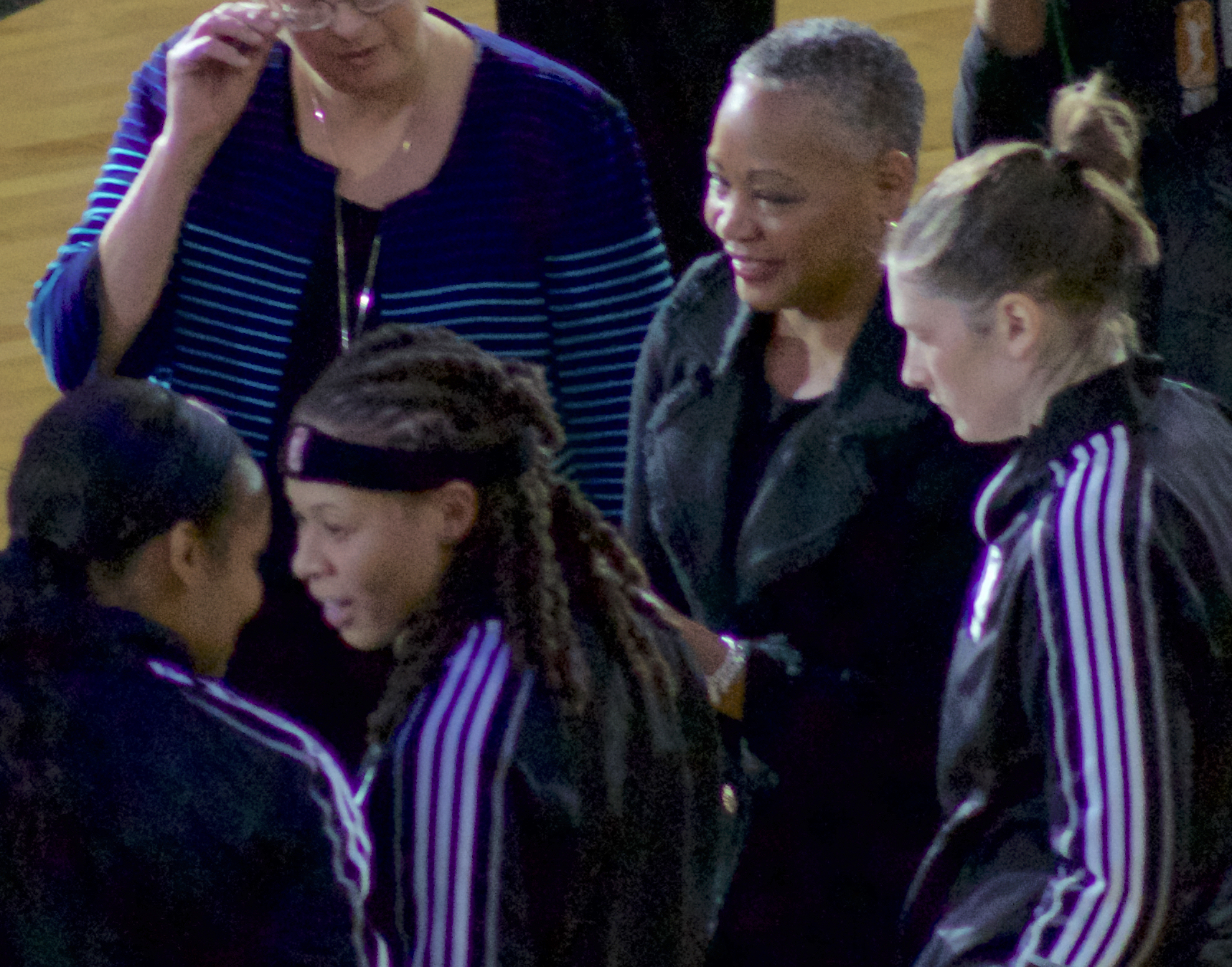
Moore, Augustus et Whalen avec la présidente de la WNBA Lisa Borders.

Les joueuses sont sélectionnées sur leurs performances sportives, le leadership, la sportivité ainsi que la contribution à la réussite de leurs équipes. Elles doivent être membres d'équipes WNBA pendant au moins deux saisons et réunir au moins trois des sept critères :
1. avoir remporté une récompense majeure
2. une sélection de la meilleure ou le deuxième cinq
3. une sélection de la meilleure ou le deuxième cinq défensif
4. une sélection pour le All-Star Game
5. avoir été membre d'uné équipe championne WNBA
6. figurer parmi les 30 premiers en carrière des catégories statistiques majeures
7. avoir été membre de la sélection des meilleures joueuses des 10 ans ou 15 ans de la WNBA[2].

## Divergences avec les sélections précédentes

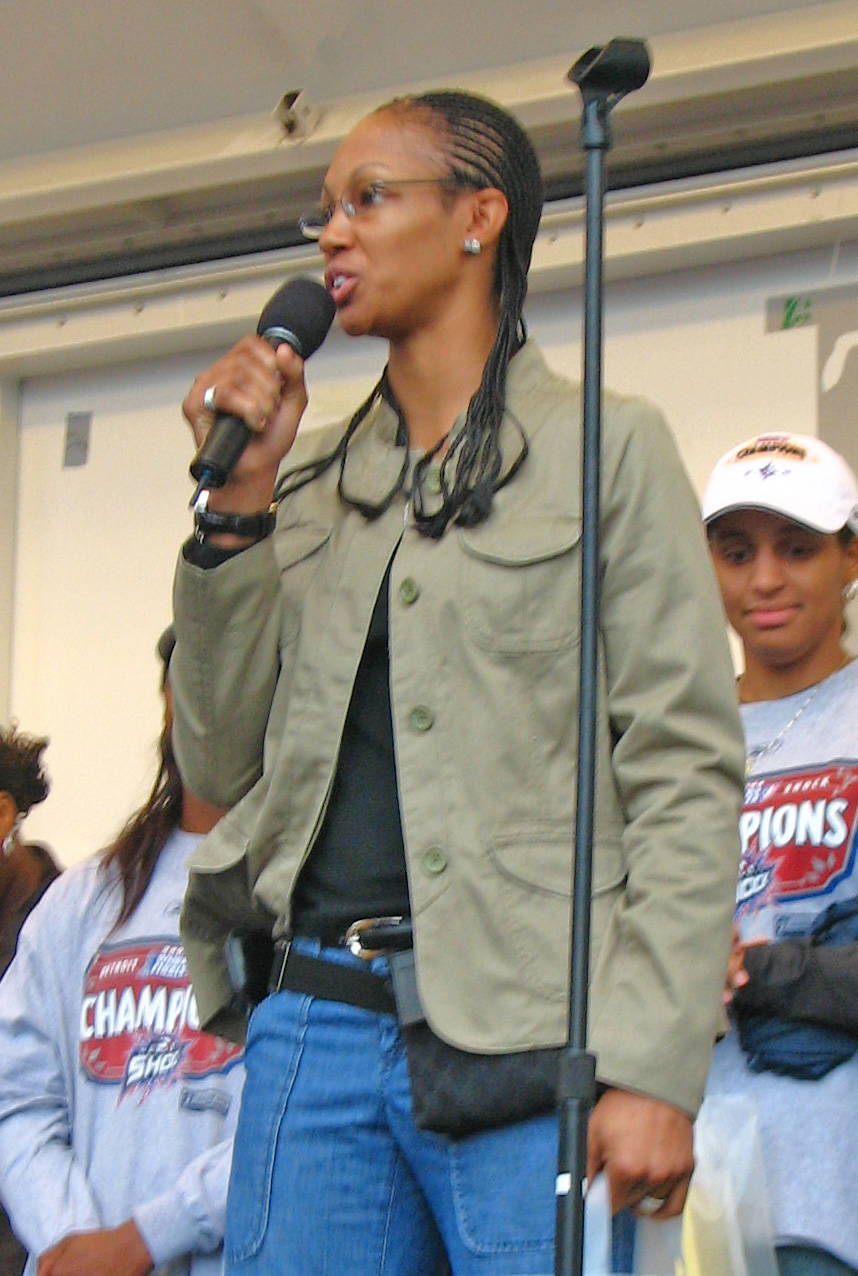
Deanna Nolan en 2006.

Deanna Nolan est la seule joueuse de cette sélection qui ne faisait pas partie de celle des 15 ans, alors qu'en sens inverse Dawn Staley est la seule joueuse membre de la sélection des 15 ans et qui ne figure pas dans celle des 20 ans, malgré trois médailles d'or olympiques et les Finales WNBA 2001. 
On compte plusieurs joueuses notables absentes du Top 20. Tel est le cas de la MVP 2012 Tina Charles qui fond à grand vitesse sur le record de double-doubles détenu par Lisa Leslie (117 en 210 rencontres contre 157 en 363 matches) avec un record de 23 sur la saison 2011. Ses moyennes en carrière sont également à deux chiffres avec 17,5 points et 10,2 rebonds, mais elle n'a pas remporté de titre de champion (tout comme d'ailleurs Becky Hammon, Candace Parker et Teresa Weatherspoon). Angel McCoughtry est reconnue en attaque comme en défense, étant été deux fois meilleure scoreuse et trois fois meilleure aux interceptions. Ses 42 points sont un record pour une rencontre de play-offs, mais elle a perdu trois Finales WNBA. D'autres joueuses de valeur comme Elena Delle Donne, Brittney Griner ou Skylar Diggins ne sont pas retenues car encore au début de leur carrière.